# Team (Lorde)
Team è un singolo della cantante neozelandese Lorde, pubblicato il 13 settembre 2013 come terzo estratto dall'album in studio di debutto Pure Heroine.
Il brano esplora le sonorità indie pop, EDM ed electropop. Scritto da Joel Little mentre Lorde era in giro per il mondo al fine di promuovere la sua musica, è stato prodotto, registrato, revisionato dalla cantante stessa e missato ad Auckland, e viene concepito come una specie di «tributo agli amici e alla madrepatria».

## Antefatti e pubblicazione
Team è stato scritto da Lorde in collaborazione con Joel Little, mentre la cantante stava viaggiando per il mondo. Il brano è stato registrato, prodotto e mixato dallo stesso Little presso il Golden Age Studios di Morningside, sobborgo situato nella città di Auckland; tuttavia, Lorde ha contribuito alla produzione aggiuntiva della canzone, la quale è stata prodotta utilizzando il software Pro Tools.
Il 13 settembre 2013 il brano è comparso inaspettatamente in rete e tale evento è stato giustificato come «una pubblicazione avvenuta in anticipo». Poche ore dopo, l'audio di esso è stato caricato su YouTube e Universal Music lo ha pubblicato sotto forma di download digitale in Australia e Nuova Zelanda. Il 19 novembre 2013, la traccia è stata trasmessa per la prima volta anche nelle stazioni radiofoniche statunitensi.

## Descrizione
Team è un misto di pop alternativo ed elettro-hop. Scritto in chiave di Sol bemolle maggiore, il brano dispone di sintetizzatore, basso e rullante durante un beat basato sul battimani. Amanda Dobbins della rivista New York e Maura Johnston di Spin  hanno paragonato il ritornello della canzone a quello di Born to Die di Lana Del Rey mentre Sammy Maine di Drowned in Sound confronta i battiti a quelli della musica prodotta da Timbaland per Missy Elliott. L'estensione vocale di Lorde si estende da B♭2 a D♭5. La canzone ha un tempo di 100 battiti al minuto.
A livello testuale, come si è detto, Team riporta un «omaggio ai suoi amici e al suo Paese». Durante un'intervista con Billboard, l'artista ha descritto la canzone come «la sua impronta nella maggior parte della musica moderna» e ha spiegato che «nessuno viene in Nuova Zelanda, non si sa nulla della Nuova Zelanda, ed eccomi qui, cercando di crescere e diventare una persona.» Lorde ha spiegato che il verso «We live in cities you'll never see on screen» (viviamo in città che non vedrete mai sullo schermo) aveva l'obiettivo di «parlare della minoranza» delle piccole città. Esprime anche disgusto nei confronti dei testi musicali contemporanei di uso comune che incitano gli ascoltatori ad «alzare le mani al cielo» attraverso il verso «I'm kind of over getting told to throw my hands up in the air» (mi sono un po’ stufata di sentirmi dire di lanciare le mani in aria). La scrittrice Lily Rothman per la rivista TIME si è fermata nel sottolinare che un verso appartenente alla canzone, cioè «we sure know how to run things» (noi certamente sappiamo come dominare le cose), funge da risposta alla frase «we run things, things don’t run we» (noi facciamo le cose, non sono loro che dominano noi) espresso nella hit di Miley Cyrus We Can't Stop.

## Accoglienza
Il brano ha ricevuto ottime critiche da critici musicali contemporanei. Brenna Ehrlich di MTV News ha apprezzato la «folle orecchiabilità». Il critico di AV Club Kevin McFarland ha etichettato la canzone come un «club-ready» e «thumper scintillante», mentre Nathan Jolly da The Music Network lo ha semplicemente ha descritto come «interessante». John Murphy, nella sua recensione per musicOMH riguardante l'album da cui il singolo è stato estratto, Pure Heroine, ha lodato il testo per essere accattivante. Marlow Stern, che recensisce per The Daily Beast, lo ha inserito alla quinta posizione fra le migliori canzoni dell'anno.

## Successo commerciale
Il 23 settembre del 2013, il brano ha debuttato al numero tre in Nuova Zelanda, diventando il terzo singolo consecutivo a debuttare sul podio nel Paese, successore delle hit da primo posto Royals e Tennis Court; Team raggiunge comunque il doppio platino nel Paese, avendo venduto oltre 30 000 copie. Ha invece raggiunto la numero diciannove sulla in Australia, venendo premiato anche qui con il doppio platino. Così come in Oceania, anche in Nord America il brano ottiene un buon successo commerciale: infatti ha raggiunto la sesta posizione della celebre Billboard Hot 100 statunitense e nel Paese ha venduto oltre 4 milioni di copie; analogo destino anche in Canada, dove però il singolo è riuscito a raggiungere il podio, conquistando il terzo posto.

## Video musicale
Il video musicale di Team è stato diretto da Young Replicant. Girato in un edificio abbandonato, chiamato Red Hook Grain Terminal, nei pressi di Brooklyn, il video è stato ispirato da un sogno di Lorde caratterizzato da "adolescenti nel loro mondo, un mondo con gerarchie e iniziazioni"; a proposito di esso la cantante così si esprime:
Il 4 dicembre 2013, esso è stato rilasciato sul canale VEVO della cantante, mandando in crash il sito sin da subito a causa della sua forte popolarità.

## Tracce
Download digitale
1. Team – 3:13 (Joel Little, Ella Yelich-O'Connor)

## Classifiche
| Classifica (2013–15) | Posizione massima |
| -------------------- | ----------------- |
| Australia            | 19                |
| Austria              | 10                |
| Canada               | 3                 |
| Danimarca            | 20                |
| Francia              | 24                |
| Germania             | 20                |
| Irlanda              | 32                |
| Italia               | 19                |
| Nuova Zelanda        | 3                 |
| Paesi Bassi          | 25                |
| Regno Unito          | 29                |
| Spagna               | 45                |
| Stati Uniti          | 6                 |
| Svezia               | 39                |
| Svizzera             | 14                |

### Classifiche di fine anno
| Classifica (2014) | Posizione massima |
| ----------------- | ----------------- |
| Canada            | 12                |
| Germania          | 79                |
| Italia            | 50                |
| Stati Uniti       | 18                |